# إيوكيلاد
القمر إيوكيلاد (بالإنجليزية: Eukelade)‏ المعروف أيضاً باسم المشتري السابع والأربعون (بالإنجليزية:  Jupiter XLVII)‏، هو قمر طبيعي غير نظامي يتحرك بحركة تراجعية تابع لكوكب المشتري.
و ينتمي هذا القمر إلى مجموعة كارم المكونة جميعها من أقمار غير نظامية وتتحركة بحركة تراجعية دائرة حول المشتري على مسافة تتراوح بين 23 و 24 جيجامتر وزاوية ميلان تبلغ تقريباً 165°.

## اكتشافه
اكتشف هذا القمر فريق من علماء الفلك من جامعة هاواي بقيادة سكوت شيبارد في عام 2003 للميلاد، وتمت تسميته مؤقتاً بالاسم S/2003 J 1.
و من ثم تمت تسميته في مارس 2005 نسبة إلى إيوكيلاد الحورية التي هي أيضاً ابنة زيوس حسب الميثولوجيا الإغريقية.

## خصائصه
يدور هذا القمر حول كوكب المشتري على مسافة متوسطة تبلغ 23,484 ميغامتر في 735.200 يوماً، بزاوية ميل يبلغ قدرها 164 درجة في اتجاه (°165 من خط الاستواء في المشتري) حسب مسير الشمس مع شذوذ مداري يبلغ قدره 0.2829.
و يبلغ قطر هذا القمر حوالي كيلومترين.